# Giovanni Maria delle Piane
Giovanni Maria delle Piane, detto il Mulinaretto (Genova, 1660 – Monticelli d'Ongina, 28 giugno 1745) è stato un pittore italiano.
Ritrattista attivo per lo più a Genova e Parma, divenne il primario pittore di corte dei Farnese e dei Borbone nel tardo periodo Barocco. Appartenne alla nobile casata genovese dei Delle Piane.

## Vita
Nacque a Genova, dove compì l'apprendistato presso la bottega di Giovanni Battista Merano; nel 1676 si trasferì a Roma, dove, lavorando a stretto contatto col Baciccio, rivelò una grande attitudine al ritratto. Istruito a Roma con un altro genovese, Giuseppe Paravagna. 

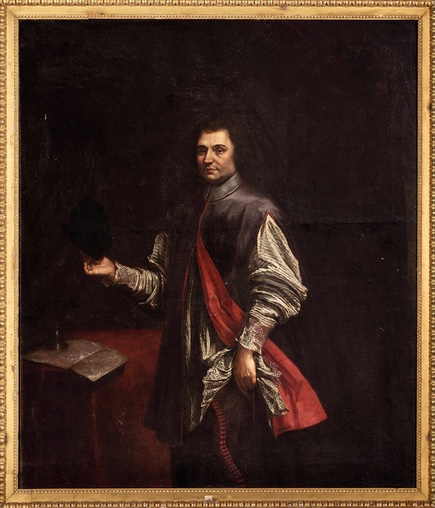
Giovanni Maria delle Piane, Ritratto d’Uomo (1683-1684)

Tornato a Genova nel maggio del 1684, un anno dopo la morte di G. B. Carbone, erede della tradizione ritrattistica genovese della prima metà del XVII secolo, divenne il ritrattista più richiesto dalla nobiltà locale, di cui seppe assecondare le smanie autocelebrative: fra i suoi primi ritratti vi furono quello di Gian Battista Cattaneo con la moglie Maddalena Gentile e una delle figlie, e quello del doge Pietro Durazzo, conservato nella Galleria nazionale di palazzo Spinola.
L'innovazione stilistica introdotta dal Mulinaretto nella pittura genovese del tempo si manifestò durante l'ultimo decennio del Seicento quando, dopo aver assimilato la nuova moda del ritratto alla francese, sul genere del Rigaud e del Largillière, eseguì i ritratti per casa Doria e casa Durazzo, caratterizzati dalla ricercatezza dei particolari e dalla mondanità delle figure.  Nel 1675, su invito del conte Morando, si recò a Parma. Lì incontrò il favore dei Farnese, per i quali ritrasse il Duca, la Duchessa e la Principessa Elisabetta.
Nel 1705 il cardinale G. Alberoni, inviato dal duca Francesco, incaricò l'artista, che sembra risiedesse in quel momento a Piacenza, di ritrarre il Duca di Vendôme, comandante delle truppe franco-spagnole. Nel corso dei primi decenni del Settecento Delle Piane andò via via elaborando un linguaggio più personale, in cui si fondono una maggiore attenzione al reale e accenti sottilmente ironici. Nel 1706, dipinse infatti altri ritratti di Elisabetta Farnese, futura sposa di Filippo V di Spagna, a Parma. Pittore di corte nel 1709, dipinse più ritratti per i Duchi di Parma e anche Antonio Farnese a cavallo. Nel 1737 divenne il pittore del re Carlo III di Spagna, figlio di Elisabetta Farnese; lasciata Napoli, nel 1741 ritornò a Genova, restandovi fino al 1744. Ritiratosi a Monticelli d'Ongina, in provincia di Piacenza, vi morì l'anno seguente. Il figlio Andrea fu anch'egli pittore ritrattista e mori nel 1759.

## Opere
Ritratto di Francesco Maria Imperiale, 1713, Genova, Musei di Strada Nuova